# Gheorghe Farkas
Gheorghe Alexandru Farkas (n. 30 aprilie 1935, Cluj, România – d. 13 iulie 2017, Cluj-Napoca, România) a fost un inginer informatician român.

## Studii, instituții de învățământ, calificări
- 1952, Școala Medie Electrotehnică din Cluj, absolvent (șef de promoție)
- 1952–1958, Institutul Energetic din Moscova, Facultatea Radio, Inginer Electronist (diploma de merit)
- 1978, Teza de doctorat (doctor-inginer): Studiul sistemelor cu prelucrare paralelă a datelor, Institutul Politehnic „Traian Vuia” Timișoara, Facultatea de Electrotehnică. Conducător științific: prof. dr. ing. Alexandru Rogojan.

## Activitatea profesională
Perioade, locuri de muncă, funcții, proiecte și beneficiari
- 1958–1968 Academia R.S.R. Filiala Cluj, Institutul de Calcul, cercetător Concepția și implementarea calculatoarelor: DACICC-1, Academia R.S.R. Filiala Cluj, Institutul de Calcul DACICC-200, Institutul Central de Cercetări  Agricole (Bucuresti) (în prezent Academia de Științe Agricole și Silvice Gheorghe Ionescu-Sisești);
- 1968–1996 ICPUEC / ITC / Software ITC – Filiala Cluj, Locțiitor șef Filială, Sef Laborator, Cercetător  3 tipuri de lucrări:  
  - Modele experimentale și prototipuri pentru produse fabricate în serie Ex. Display alfanumeric, DAF–1, DAF-1000, DAF-2000, beneficiar Intreprinderea de Echipamente Periferice București
  - Echipamente unicate pentru aplicații industriale și laboratoare Ex. DACICC-200, terminare și predare la ICEA București
  - Microproducție EX. CA-101 Dispozitiv de afișare special, beneficiar M.A.N. București

## Activitatea didactică
- Institutul Politehnic / Universitatea Tehnică din Cluj-Napoca, plata cu ora, din 2011 Professor Emeritus[1]

1978—1979 Circuite și dispozitive digitale: lucrări, proiecte
1980–1983 Televiziune: cursuri
1998–2015 Arhitectura Calculatoarelor: lucrări, proiecte, cursuri
Bazele arhitecturii calculatoarelor: lucrări, cursuri
Proiectare cu Microprocesoare: lucrări, proiecte, cursuri

## Realizări
- 1963, coautor principal la calculatorul electronic DACICC-1, al treilea calculator românesc (și totodată primul calculator românesc cu tranzistori și primul cu memorie internă, din ferite);
- 1968, coautor principal la calculatorul DACICC-200, primul calculator românesc cu sistem de operare și compilator, și cel mai performant calculator românesc din anii '50-'60, înainte de construirea calculatoarelor românești sub licență.

## Legături cu străinătatea
- Participare la delegații tehnice în China, Germania, Polonia, Ungaria, Rusia (U.R.S.S.) din partea C.I.E.T.A. București (Centrala Industrială de Telecomunicații și Automatizări)

## Brevet de invenții
- Gh. Farkas, I. Ciascai, Metoda de înregistrare-redare a datelor cu adaptare la viteza de mișcare a suportului, Certificat de Inventator nr. 91142 din 26.06.1986.

## Distincții, titluri
- Ordinul Național „Serviciul Credincios” în grad de Cavaler, acordat de Președinția României, 2003.
- Profesor Emerit, Universitatea Tehnică din Cluj-Napoca, 2011.
- Membru de Onoare al Institutului de Calcul Tiberiu Popoviciu, 2015.